# Chosrau und Schirin

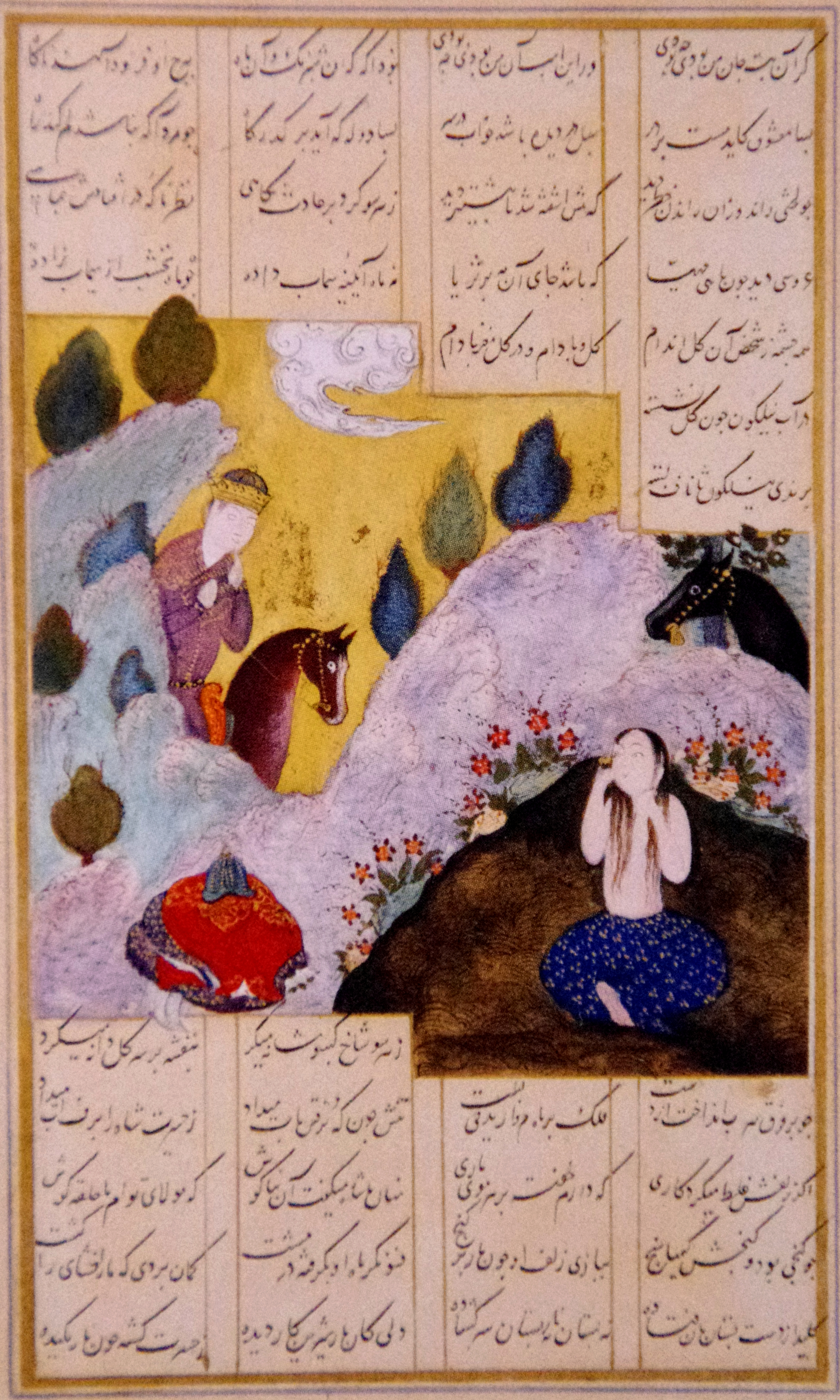
Der junge Chosrau (auf seinem Pferd Schabdiz) begegnet der nackten Schirin an der Quelle. Behzād Schule, 1479. Nizami-Museum für aserbaidschanische Literatur, Baku

Chosrau und Schirin (persisch خسرو و شیرین) ist eine von vielen Dichtern (etwa Firdausi) bearbeitete Liebesgeschichte, die ihre Vollendung im um 1200 entstandenen bekannten Epos des persischen Dichters Nezāmi fand.
Die klassische Dreiecksgeschichte beschreibt die Liebe des (auch historisch existierenden) persischen Großkönigs Chosrau II. und des Bildhauers Farhad (Farhād) zu der aus Armenien als Tochter der dortigen Regentin stammenden Schirin. Obwohl sich Chosrau und Schirin, nachdem der Hofmaler Schapur von Schirin berichtet und in Armenien für Chosrau mit einem Porträt Chosraus um sie geworben hatte, schon als junge Prinzessin und Prinz ineinander verliebt haben, dauert es lange Jahre, bis sie heiraten. Besonders Chosrau, dem Vergnügen und dem Wein zugetan, muss einen Reifungsprozess durchmachen und etliche andere Beziehungen durchleben, ehe er seiner Schirin, die ihm bereits in einem Jugendtraum versprochen worden war, würdig ist. Schirin dagegen, die um zu Chosrau zu gelangen dem mütterlichen Palast an den persischen Hof nach Ctesiphon entfloh, wird von Anfang an als Tugend in Person geschildert und ist eindeutig der stärkere Part. Im Verlauf der Geschichte verfehlen sich Schirin und Chosrau immer wieder und eine erste persönliche Begegnung findet erst in Armenien statt, nachdem Chosrau den Thron in Ctesiphon bestiegen hatte.
Sehr bekannt ist das Kapitel, in dem sich der Bildhauer und Baumeister Farhad, nachdem er von Schapur geschickt eine Milchleitung zum Wüstenschloss, wo Schirin wohnte, unglücklich und unsterblich in Schirin verliebt. Chosrau stellt ihm daraufhin die Aufgabe, mit der Axt eine Passstraße in den Berg Bisotun zu schlagen. Von seiner Liebe beflügelt, überlebt Farhad diese Arbeit und zeigt sich dadurch als der würdigere Liebhaber. Da sendet Chosrau Farhad die falsche Nachricht, dass Schirin gestorben sei, und der gutgläubige, verzweifelte Farhad stürzt sich in die Schlucht, wo er von Schirin tot aufgefunden wird. Über seinem Grab lässt Schirin einen als Denkmal für treue Liebende dienenden Kuppelbau errichten. Die Figur des Farhad wurde in vielen Nachahmungen des Epos zur Zentralfigur und sprichwörtlich für übermenschliche Leistung. Selbst die sowjetische Propaganda bediente sich des "Arbeiters" Farhad.
Die Liebe zwischen Chosrau und Schirin hält indessen an. Um nach dem Tod seiner ersten Frau um Schirin zu werben, schickt Chosrau den berühmten Musiker Barbad zu ihr. Am Ende der Erzählung tötet sich Schirin selbst, nachdem Chosrau in einer durch seinen Sohn veranlassten Kerkerhaft ermordet worden ist.
Nezāmis Epos kann auch auf einer metaphorischen Ebene gelesen werden. Auf dieser ist Schirin das Symbol für die Liebe an sich, und Chosrou muss Erotik (seine erste Frau, die byzantinische Prinzessin Maryam) und Ästhetik (seine zweite Frau Schakkar, "Zucker") als Vorstufen zur wahren Liebe (Schirin, "Süß") erkennen. Auf stilistischer Ebene sind vor allem die Sonnenauf- und -untergänge berühmt, durch deren Art der Schilderung der Dichter eine Vorahnung auf das folgende Geschehen gibt.
Das Epos diente zahlreichen persischen, türkischen und indischen Dichtern als Vorbild. Einige Schlüsselszenen, so zum Beispiel die Szene, in der sich Schirin in ein Bild von Chosrau verliebt, und diejenige in der Chosrau an einer Quelle auf die nackte Schirin trifft und die beiden ohne sich erkannt zu haben vor Scham davonlaufen, sind beliebte Motive der persischen Miniaturmalerei. Um 1860 zeichnete Johann Gottfried Wetzstein in Damaskus das arabische Schattenspiel Die Liebenden von Amasia auf, in welchem die Geschichte um Farhad (Farhād) und Schirin mit den Hauptfiguren des türkischen Karagöztheaters kombiniert wird.
Das Epos bildet unter dem türkischen Namen Hüsrev ü Şirin den Erzählrahmen des Romans Rot ist mein Name (1998) des türkischen Literaturnobelpreisträgers Orhan Pamuk, der den islamischen Bilderstreit im ausgehenden 16. Jahrhundert infolge der Verwendung der perspektivischen Malerei in der europäischen Kunst in Form eines historischen Kriminalromans u. a. unter Einbeziehung phantastischer Elemente verarbeitet. Auch die 2022 in Lyon uraufgeführte Oper Shirine des französischen Komponisten Thierry Escaich auf ein Libretto von Atiq Rahimi basiert auf dem Epos.

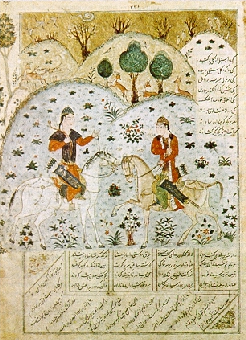
„Chosrau und Schirin“

## Ausgaben
- Chosrou und Schirin. Übers. v. Johann Christoph Bürgel. Manesse, Zürich 1980, ISBN 371751590X.